# Unione Sportiva Livorno 1965-1966
Questa pagina raccoglie le informazioni riguardanti l'Unione Sportiva Livorno nelle competizioni ufficiali della stagione 1965-1966.

## Stagione
Nella stagione 1965-1966 viene confermato in panchina Carlo Parola dopo l'ottimo lavoro svolto nel finale della scorsa stagione. Se ne vanno Fulvio Varglien e Rossano Giampaglia, mentre approdano a Livorno Albino Cella e Paolo Lombardo, ed il ritorno di Costanzo Balleri che si prende la fascia di capitano. In Coppa Italia dopo aver eliminato al primo turno la Roma, ci si ferma al secondo turno con il Varese. In campionato dopo un buon avvio affiorano alcune incertezze, ma la bravura dell'allenatore conduce il Livorno non solo ad una meritata salvezza, ma addirittura al settimo posto in classifica, a ridosso delle squadre in lotta per la Serie B.

## Rosa
| N. |                   | Ruolo | Calciatore        |
| -- | ----------------- | ----- | ----------------- |
|    | Italia (bandiera) | C     | Claudio Azzali    |
|    | Italia (bandiera) | D     | Costanzo Balleri  |
|    | Italia (bandiera) | P     | Renato Bellinelli |
|    | Italia (bandiera) | P     | Gaspare Boesso    |
|    | Italia (bandiera) | D     | Enrico Cairoli    |
|    | Italia (bandiera) | D     | Gianni Caleffi    |
|    | Italia (bandiera) | A     | Albino Cella      |
|    | Italia (bandiera) | D     | Mario Colautti    |
|    | Italia (bandiera) | A     | Giovanni Console  |
|    | Italia (bandiera) | C     | Otello Ferri      |
|    | Italia (bandiera) | C     | Paolo Garzelli    |

| N. |                   | Ruolo | Calciatore           |
| -- | ----------------- | ----- | -------------------- |
|    | Italia (bandiera) | D     | Mauro Lessi          |
|    | Italia (bandiera) | C     | Paolo Lombardo       |
|    | Italia (bandiera) | A     | Luigi Mainardi       |
|    | Italia (bandiera) | C     | Pierpaolo Manservisi |
|    | Italia (bandiera) | A     | Luigi Mascalaito     |
|    | Italia (bandiera) | P     | Sauro Morri          |
|    | Italia (bandiera) | A     | Corrado Nastasio     |
|    | Italia (bandiera) | C     | Piero Ribechini      |
|    | Italia (bandiera) | A     | Luigi Toschi         |
|    | Italia (bandiera) | D     | Roberto Turchi       |
|    | Italia (bandiera) | D     | Gaetano Vergazzola   |

## Risultati

### Serie B

#### Girone di andata
| Arbitro: | Piantoni (Terni) |

|              |           |  |
| Colautti 54’ | Marcatori |  |

| Arbitro: | Vitullo (Roma) |

|           |           |  |
| Cella 68’ | Marcatori |  |

| Arbitro: | Cimma (Biella) |

|             |           |                |
| Clerici 48’ | Marcatori | 26’ Mascalaito |

| Arbitro: | Gussoni (Tradate) |

|                               |           |                |
| Locatelli 20’, 47’ Zigoni 27’ | Marcatori | 76’ Mascalaito |

| Arbitro: | Torelli (Milano) |

|  |           |              |
|  | Marcatori | 69’ Bertogna |

| Arbitro: | Nencioni (Roma) |

|  |           |               |
|  | Marcatori | 81’ Meregalli |

| Arbitro: | Toselli (Cormons) |

|                                       |           |  |
| Colautti 45’ (aut.) Santon 71’ (rig.) | Marcatori |  |

| Livorno 24 ottobre 1965 8ª giornata | Livorno           | 0 – 0 | Catanzaro | Stadio Comunale\| Arbitro: \| D'Agostini (Roma) \| |
| Arbitro:                            | D'Agostini (Roma) |       |           |                                                    |

| Arbitro: | Camozzi (Porto d'Ascoli) |

|            |           |  |
| Oldani 22’ | Marcatori |  |

| Livorno 7 novembre 1965 10ª giornata | Livorno        | 0 – 0 | Novara | Stadio Comunale\| Arbitro: \| Vitullo (Roma) \| |
| Arbitro:                             | Vitullo (Roma) |       |        |                                                 |

| Arbitro: | Vacchini (Milano) |

|                                                     |           |                         |
| Colautti 34’ Balleri 51’ Cella 62’, 75’ Console 72’ | Marcatori | 53’ (rig.) 85’ Mazzanti |

| Arbitro: | Piantoni (Terni) |

|                             |           |                             |
| Bersellini 10’ Maggioni 63’ | Marcatori | 18’ Manservisi 75’ Colautti |

| Arbitro: | Camozzi (Porto d'Ascoli) |

|                                                   |           |                               |
| Colautti 20’ Console 34’, 66’ Lombardo 44’ (rig.) | Marcatori | 25’ (aut.) Cairoli 57’ Vivian |

| Arbitro: | Motta (Monza) |

|  |           |             |
|  | Marcatori | 67’ Balleri |

| Verona 19 dicembre 1965 15ª giornata | Verona            | 0 – 0 | Livorno | Stadio Marcantonio Bentegodi\| Arbitro: \| D'Auria (Salerno) \| |
| Arbitro:                             | D'Auria (Salerno) |       |         |                                                                 |

| Livorno 26 dicembre 1965 16ª giornata | Livorno           | 0 – 0 | Potenza | Stadio Comunale\| Arbitro: \| Palazzo (Palermo) \| |
| Arbitro:                              | Palazzo (Palermo) |       |         |                                                    |

| Arbitro: | Orlando (Bergamo) |

|                                    |           |                          |
| Console 23’, 47’ Garzelli 59’, 70’ | Marcatori | 41’ Balsimelli 87’ Conti |

| Arbitro: | Schinetti (Brescia) |

|                 |           |  |
| Camozzi 6’, 51’ | Marcatori |  |

| Arbitro: | Canova (Bologna) |

|              |           |  |
| Varglien 72’ | Marcatori |  |

#### Girone di ritorno
| Arbitro: | Nobilia (Roma) |

|                         |           |  |
| Troja 56’ Cipollato 65’ | Marcatori |  |

| Arbitro: | Bigi (Padova) |

|             |           |  |
| Cavazza 60’ | Marcatori |  |

| Arbitro: | De Robbio (Torre Annunziata) |

|              |           |  |
| Colautti 55’ | Marcatori |  |

| Arbitro: | Lo Bello (Siracusa) |

|           |           |             |
| Cella 72’ | Marcatori | 45’ Bicicli |

| Venezia 6 marzo 1966 24ª giornata | Venezia          | 0 – 0 | Livorno | Stadio Pierluigi Penzo\| Arbitro: \| Canova (Bologna) \| |
| Arbitro:                          | Canova (Bologna) |       |         |                                                          |

| Livorno 20 marzo 1966 25ª giornata | Livorno            | 0 – 0 | Reggiana | Stadio Comunale\| Arbitro: \| Picasso (Chiavari) \| |
| Arbitro:                           | Picasso (Chiavari) |       |          |                                                     |

| Arbitro: | Politano (Cuneo) |

|                     |           |  |
| Lombardo 38’ (rig.) | Marcatori |  |

| Arbitro: | Acernese (Roma) |

|             |           |  |
| Orlandi 66’ | Marcatori |  |

| Arbitro: | Fiduccia (Marsala) |

|                                  |           |                   |
| Colautti 38’ Lombardo 73’ (rig.) | Marcatori | 80’ (rig.) Nicolè |

| Arbitro: | Pieroni (Roma) |

|             |           |  |
| Milanesi 8’ | Marcatori |  |

| Arbitro: | Palazzo (Palermo) |

|           |           |           |
| Goffi 54’ | Marcatori | 70’ Cella |

| Arbitro: | Camozzi (Porto d'Ascoli) |

|                             |           |           |
| Manservisi 37’ Colautti 45’ | Marcatori | 40’ Vigni |

| Busto Arsizio 8 maggio 1966 32ª giornata | Pro Patria     | 0 – 0 | Livorno | Stadio Carlo Speroni\| Arbitro: \| Vitullo (Roma) \| |
| Arbitro:                                 | Vitullo (Roma) |       |         |                                                      |

| Livorno 15 maggio 1966 33ª giornata | Livorno           | 0 – 0 | Pisa | Stadio Comunale\| Arbitro: \| Gussoni (Tradate) \| |
| Arbitro:                            | Gussoni (Tradate) |       |      |                                                    |

| Arbitro: | Motta (Milano) |

|                |           |            |
| Mascalaito 48’ | Marcatori | 77’ Mancin |

| Arbitro: | Vitullo (Roma) |

|  |           |               |
|  | Marcatori | 61’ Ribechini |

| Arbitro: | Palazzo (Palermo) |

|          |           |             |
| Zani 11’ | Marcatori | 55’ Console |

| Arbitro: | Lo Bello (Siracusa) |

|  |           |             |
|  | Marcatori | 85’ Rigotto |

| Arbitro: | Roversi (Bologna) |

|                     |           |  |
| Mascalaito 13’, 87’ | Marcatori |  |

### Coppa Italia
| Arbitro: | Varazzani (Parma) |

|                         |           |  |
| Lessi 100’ Cairoli 106’ | Marcatori |  |

| Arbitro: | Francescon (Padova) |

|             |           |                             |
| Cairoli 38’ | Marcatori | 77’ Boninsegna 86’ Ferrario |

## Statistiche

### Statistiche di squadra
| Competizione | Punti | In casa | In casa | In casa | In casa | In casa | In casa | In trasferta | In trasferta | In trasferta | In trasferta | In trasferta | In trasferta | Totale | Totale | Totale | Totale | Totale | Totale | DR |
| Competizione | Punti | G       | V       | N       | P       | Gf      | Gs      | G            | V            | N            | P            | Gf           | Gs           | G      | V      | N      | P      | Gf     | Gs     | DR |
| ------------ | ----- | ------- | ------- | ------- | ------- | ------- | ------- | ------------ | ------------ | ------------ | ------------ | ------------ | ------------ | ------ | ------ | ------ | ------ | ------ | ------ | -- |
| Serie B      | 38    | 19      | 10      | 7       | 2       | 25      | 12      | 19           | 2            | 7            | 10           | 8            | 20           | 38     | 12     | 14     | 12     | 33     | 32     | +1 |
| Coppa Italia |       | 2       | 1       | 0       | 1       | 3       | 2       | -            | -            | -            | -            | -            | -            | 2      | 1      | 0      | 1      | 3      | 2      | +1 |
| Totale       |       | 21      | 11      | 7       | 3       | 28      | 14      | 19           | 2            | 7            | 10           | 8            | 20           | 40     | 13     | 14     | 13     | 36     | 34     | +2 |

### Statistiche dei giocatori
| Giocatore     | Serie B  | Serie B | Coppa Italia | Coppa Italia | Totale   | Totale |
| Giocatore     | Presenze | Reti    | Presenze     | Reti         | Presenze | Reti   |
| ------------- | -------- | ------- | ------------ | ------------ | -------- | ------ |
| C. Azzali     | 33       | 0       | 2            | 0            | 35       | 0      |
| C. Balleri    | 26       | 2       | -            | -            | 26       | 2      |
| R. Bellinelli | 28       | -22     | 1            | 0            | 29       | -22    |
| G. Boesso     | 5        | -3      | -            | -            | 5        | -3     |
| E. Cairoli    | 35       | 0       | 2            | 2            | 37       | 2      |
| G. Caleffi    | 18       | 0       | 1            | 0            | 19       | 0      |
| A. Cella      | 29       | 4       | 2            | 0            | 31       | 4      |
| M. Colautti   | 36       | 7       | 2            | 0            | 38       | 7      |
| G. Console    | 17       | 6       | 1            | 0            | 18       | 6      |
| O. Ferri      | 8        | 0       | -            | -            | 8        | 0      |
| P. Garzelli   | 11       | 2       | 1            | 0            | 12       | 2      |
| M. Lessi      | 30       | 0       | 2            | 1            | 32       | 1      |
| P. Lombardo   | 31       | 3       | 2            | 0            | 33       | 3      |
| L. Mainardi   | 2        | 0       | -            | -            | 2        | 0      |
| P. Manservisi | 24       | 3       | -            | -            | 24       | 3      |
| L. Mascalaito | 27       | 5       | 2            | 0            | 29       | 5      |
| S. Morri      | 5        | -7      | 1            | -2           | 6        | -9     |
| C. Nastasio   | 3        | 0       | 1            | 0            | 4        | 0      |
| P. Ribechini  | 14       | 1       | 1            | 0            | 15       | 1      |
| L. Toschi     | 5        | 0       | 1            | 0            | 6        | 0      |
| R. Turchi     | 8        | 0       | -            | -            | 8        | 0      |
| G. Vergazzola | 23       | 0       | 2            | 0            | 25       | 0      |